# بونيتو، بارا
بونيتو، بارا بلدية في ولاية بارا في المنطقة الشمالية من البرازيل.